# Петровское сельское поселение (Мордовия)
Петровское се́льское поселе́ние — муниципальное образование в Дубёнском районе Мордовии Российской Федерации.
Административный центр — село Петровка.

## История
Статус и границы сельского поселения установлены Законом Республики Мордовия от 28 декабря 2004 года № 118-З «Об установлении границ муниципальных образований Дубёнского муниципального района, Дубёнского муниципального района и наделении их статусом сельского поселения и муниципального района».

## Население
| 2002 | 2010 | 2012 | 2013 | 2014 | 2015 | 2016 |
| ---- | ---- | ---- | ---- | ---- | ---- | ---- |
| 493  | ↘434 | ↘414 | ↘408 | ↘398 | ↘371 | ↗385 |
| 2017 | 2018 | 2019 | 2020 | 2021 |      |      |
| ↗392 | ↗395 | ↗403 | ↘379 | ↘375 |      |      |

## Состав сельского поселения
| № | Населённый пункт | Тип населённого пункта       | Население |
| - | ---------------- | ---------------------------- | --------- |
| 1 | Петровка         | село, административный центр | ↘375      |